# Mezquita de Busquístar
Mezquita de Busquístar, o simplemente La Mezquita, es la denominación de unos restos arqueológicos situados en el cerro y pago del mismo nombre del municipio de Busquístar, provincia de Granada, junto al límite municipal con La Taha, alrededor de las coordenadas geográficas 36°55′52.71″N 3°18′11.21″O / 36.9313083, -3.3031139 (ETRS89) a unos 1192 m s. n. m.
Tanto el yacimiento como su área circundante quedaron protegidos en 2007, al estar dentro de la zona denominada Conjunto Sitio Arqueológico La Mezquita en la declaración del Sitio Histórico de la Alpujarra como Bien de Interés Cultural.

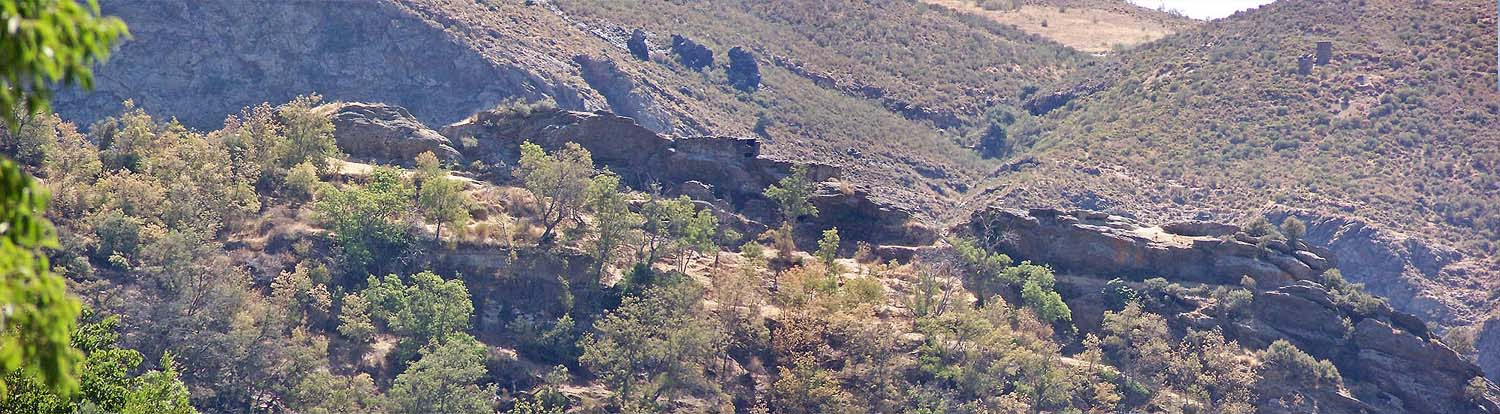
El cerro de La Mezquita visto desde Atalbéitar.

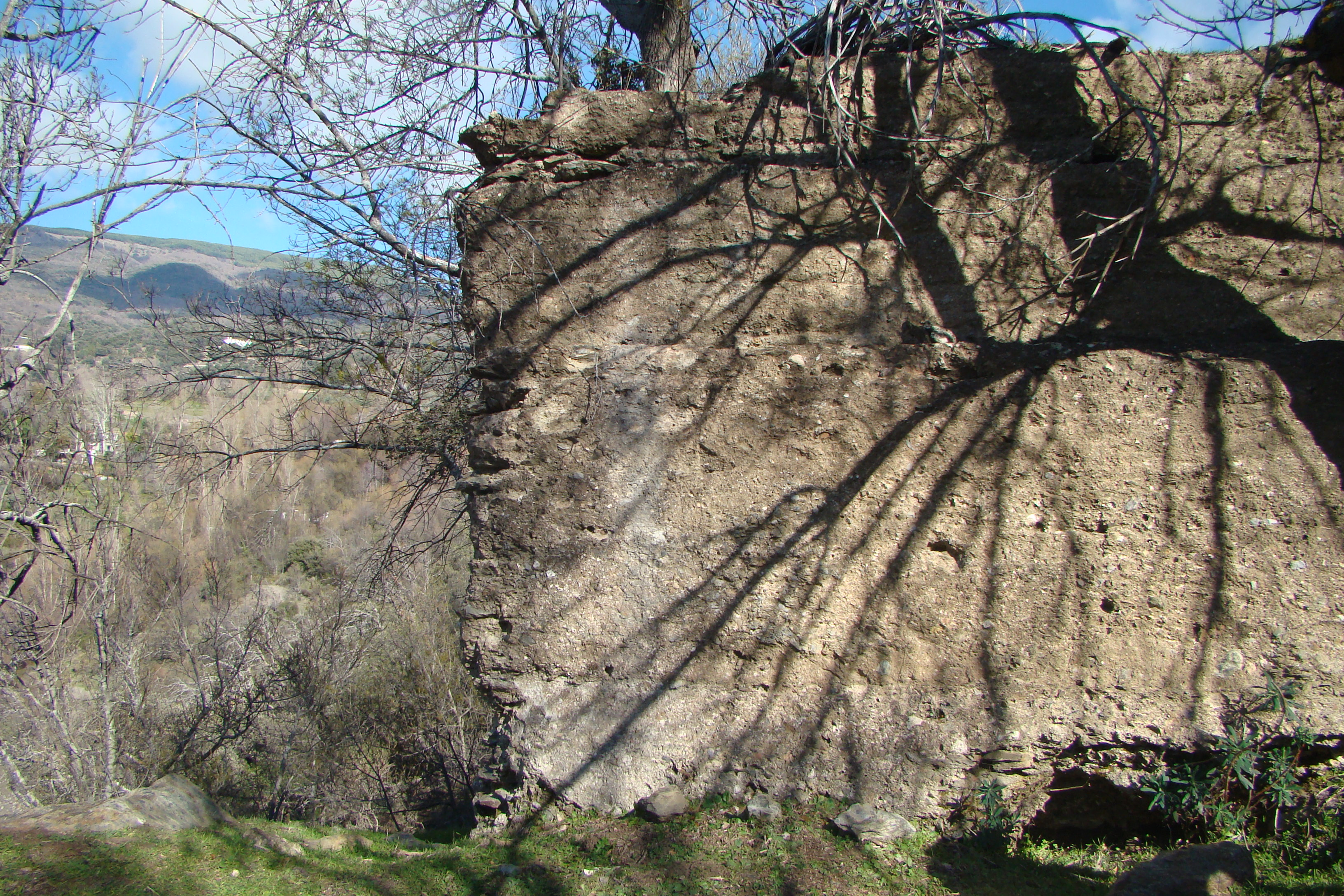
Muros de mortero y tapial de un posible torreón o edificio original

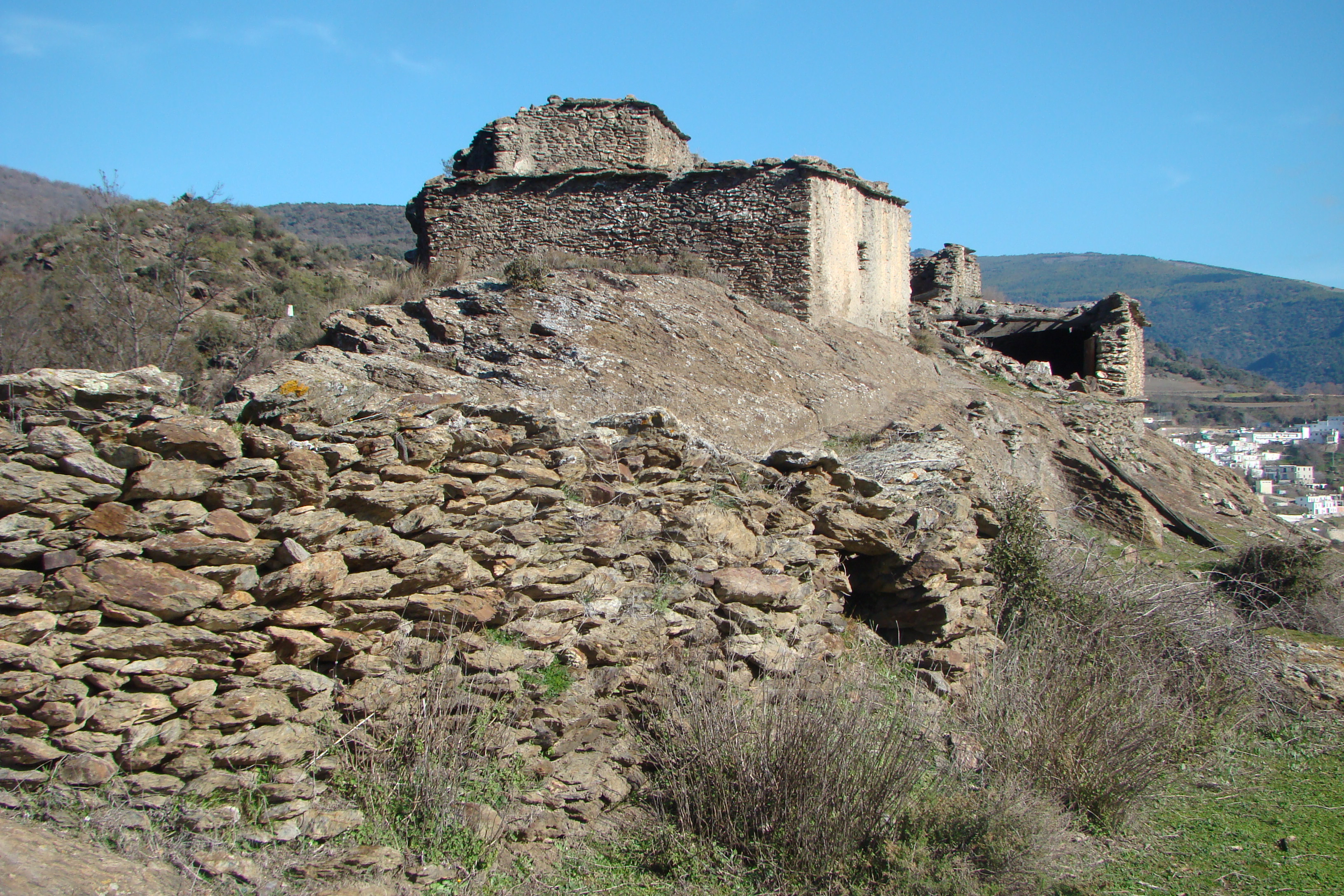
Restos del cortijo de comienzos del, construido sobre los restos del asentamiento mozárabe.

## Datación
Los restos se han identificado como pertenecientes a un poblamiento rupestre altomedieval mozárabe, con datación estimada entre los siglos VIII y XIV, por lo que conformarían el yacimiento arqueológico más antiguo de La Alpujarra.
Sin embargo, la situación estratégica de La Mezquita en una meseta que domina los pueblos de la antigua taha de Ferreira,  varias carihuelas que eran ejes fundamentales de comunicación en la comarca, y las confluencias de los  barrancos del Chorrerón y del Castañar con el río de Trevélez, así como la presencia de un aljibe en el conjunto, han hecho pensar que podría tratarse del ḥiṣn común a cada uno de los aŷzā´ de la cora de Elvira en la comarca alpujarreña,  que para el caso del ŷuz´ Farrayra y Buqaira no está claramente definido.  Contribuyen a fortalecer esta hipótesis  las alusiones en manuscritos del siglo XVI al cerro del Alhizán cerca de Ferreirola y su anejo Atalbéitar, y a un «castillejo en la Escaleruela sobre peñas» en las proximidades de Pórtugos, extremos confirmados  en la actualidad por el hecho de que un pago de La Taha, adyacente al de La Mezquita, lleve por nombre Castillejo.

## Descripción
Las fuentes historiográficas no ofrecen referencias de La Mezquita hasta bien entrado el siglo XIX, cuando Madoz informa de la existencia en Busquístar de «los muros de una mezquita de 30 varas de longitud y 5 ½ de lat.». Posteriormente se han referido al lugar Jean-Christian Spahni (1959), Miguel J. Carrascosa (1960 y 1992), Patrice Cressier (1983 y 1984) y Manuel Riu Riu, que en 1968 llevó a cabo un limitado estudio, el más completo realizado hasta ahora sobre el yacimiento, con algunas prospecciones y levantamientos de planos, que ha servido de referencia o base a publicaciones posteriores de forma recurrente.
Este trabajo considera al poblado coetáneo con los asentamientos, también rupestres, de Bobastro y Archidona, e identifica algunos vestigios de construcciones talladas en piedra, a saber: seis habitaciones parcialmente excavadas; unas escaleras con dos peldaños irregulares; una sepultura infantil tipo bañera; cuatro agujeros para apoyar vigas; un pozo de dos metros de profundidad  por uno de diámetro aproximadamente que pudo servir de silo; varias oquedades en la ladera oriental del cerro que alberga los restos, y unos muros de mortero trazando un trapecio de 25 m de largo y entre 6,5 y 23 metros de ancho, que la tradición popular ha identificado como la mezquita propiamente dicha. El recinto resultante, cerrado en  uno de sus lados por la roca, sería una alberca alimentada por un canal bien definido y trazado, del que se conservan alrededor de ocho metros. La prospección aportó fragmentos de cerámica que confirman la actividad del poblado hasta el final de la Edad Media.
El medievalista autor del estudio opina que Busquístar tuvo su emplazamiento primitivo en este entorno.
A comienzos del siglo XX se constituyó una sociedad  para explotar La Mezquita buscando los posibles tesoros enterrados en sus alrededores. Para este fin se llegó a horadar una mina de veinte metros de profundidad causando posiblemente daños al yacimiento. Poco después, sobre los antiguos restos y aprovechándolos en parte, se alzó, con técnicas y materiales propios de la zona, un cortijo cuyas ruinas aún perduran. 